# 양 (대홍려)
양(梁, ? ~ ?)은 전한 후기의 관료이다. '양'은 이름자로, 성씨는 알 수 없다.

## 행적
본시 4년(기원전 70년), 산양태수에서 대홍려로 승진하였다.

## 출전
- 반고, 《한서》 권19하 백관공경표 下

| 전임 송기 | 전한의 대홍려 기원전 70년 ~ 기원전 61년? | 후임 소망지 |